# Ramund hin Unge
Ramund hin Unge is een oud Deens volksliedje van omstreeks 1600, en bevatte oorspronkelijk 20 strofes. Het verscheen rond 1812-14 in het Deens boek met oude opnieuw opgeschreven volksliederen en gezegden Udvalgte danske Viser fra Middelalderen. In 1869 gaf uitgever A.P. Berggreen opnieuw een boek met Deense Volksliedjes uit, Folkmuziek en andere identitiaire nummers passeerden de revue. In dit modernere werk verscheen het in een verkorte versie. De persoon Ramund wordt aangetekend als een held in de Scandinavische geschiedschrijving en beschreven als een groot strijder door historicus Rolf Kraks.
Het is de folkloristische metalband Týr die het nummer in 2003 ook uitbracht als een cover op het oude volksliedje; dit nummer bevat vijf van de coupletten.